# Kitty Carlisle Hart
Kitty Carlisle Hart (geboren als Catherine Conn, New Orleans, 3 september 1910 - New York, 17 april 2007) was een Amerikaans actrice. Daarnaast was ze ook panellid voor de televisieprogramma's To Tell the Truth en What's My Line?.
Als actrice speelde ze in onder andere A Night at the Opera van The Marx Brothers. Af en toe zong ze ook, zoals in de film She Loves Me Not uit 1934 met Bing Crosby en in Here Is My Heart, ook uit 1934. Ze trouwde in 1946 met producer Moss Hart, die overleed in 1961 en haar twee kinderen naliet. Haar bekendste rol was in Die Fledermaus, eind jaren 60.
Ze overleed op 96-jarige leeftijd in New York. Ze is begraven naast haar man Moss op het Ferncliff Cemetery in Hartsdale (staat New York).
- Bibsys: 7080559
- Biblioteca Nacional de España: XX1686979
- CiNii: DA18743242
- Gemeinsame Normdatei: 118886924
- International Standard Name Identifier: 0000 0000 5942 6293
- Library of Congress Control Number: n85151542
- MusicBrainz: 46a5fd77-bba0-4309-aee9-d585fb6b1254
- Nationale Bibliotheek van Tsjechië: xx0182317
- Nationale Bibliotheek van Israël: 987007318359105171
- Nederlandse Thesaurus van Auteursnamen: 272926302
- SNAC: w61r8k6g
- Virtual International Authority File: 30335047
- WorldCat: E39PBJdmpyvtKBbWXDMR3ycwYP